# 英戈爾斯 (密歇根州)
英戈爾斯（英語：Ingalls）是位於美國密歇根州梅諾米尼縣梅倫鎮區的一個非建制地區，位處斯蒂芬森以南2.5英里（4.0）。

## 歷史
英戈爾斯的郵局於1879年6月20日成立，首任局長名為路易·多比斯（Louis Dobeas，1857年—1933年）。1858年，托馬斯·考德威爾（Thomas Caldwell）開始於此地定居，1872年西北鐵路於此地設站。此地得名自批准梅諾米尼縣成立的法官斯蒂爾曼·英格爾斯（Stillman Ingalls，1820年—1879年）。

## 地理
英戈爾斯所處的海拔為高於海平面216米（即709英呎），而該地所採用的時區為UTC-6，即北美中部時區（CST）。同時該地設有夏令時間，為UTC-6調快一小時，即UTC-5（CDT）。